# 1589
1589 (MDLXXXIX) je bilo navadno leto, ki se je po gregorijanskem koledarju začelo na nedeljo, po 10 dni počasnejšem julijanskem koledarju pa na sredo.

## Dogodki
- Henrik Novarski postane francoski kralj Henrik IV. Burbonski.
- moskovski metropolit postane patriarh ruske cerkve.

## Rojstva
Neznan datum
- Fjodor II. Godunov, ruski car († 1605)

## Smrti
- 5. januar - Katarina Medičejska, francoska kraljica, žena francoskega kralja Henrika II. (* 1519)
- 2. marec - Alessandro Farnese mlajši, italijanski kardinal (* 1520)
- 2. avgust - Henrik III. Francoski (* 1551)
- 31. avgust - Jurij Dalmatin, slovenski protestantski teolog, pisec (* okr. 1547)
- 16. september - Michael Baius, belgijski teolog (* 1513)
- 15. oktober - Giacomo Zabarella, italijanski filozof, logik (* 1532)